# Sesbania tomentosa
Sesbania tomentosa е вид цъфтящо растение от семейство Бобови (Fabaceae). Видът е застрашен от изчезване.

## Разпространение
Видът е ендемичен за Хавайските острови, както и за островите Нихо и Некер. Разпространен е в сухи гори на височина до 760 m над морското равнище.